# Cecil Rausing
Cecil August Rausing, född 23 augusti 1900 i Raus, Malmöhus län, död 10 september 1975, var en svensk advokat.

## Biografi
Rausing var son till handlaren August Andersson och Mathilda Svensson samt bror till Ruben Rausing och Anna Margareta, gift Chronqvist. Han tog sig efternamnet Rausing 1921, efter namnet på hemsocknen Raus. Han tog studentexamen i Helsingborg 1920 och juris kandidatexamen i Lund 1930. Rausing genomförde tingstjänstgöring vid Jämtlands västra domsaga 1930–1932. År 1933 blev han biträdande åt Helsingborgs stads rättshjälps anställda 1933 samt innehavare av C Rausings advokatbyrå i Helsingborg. Han blev ledamot av Sveriges advokatsamfund 1936.
Han var styrelseordförande för Sydsvenska Värme- & Sanitets AB, AB Skolmöbler med flera, ordförande pensionsnämnden i Helsingborgs södra distrikt och var huvudman i Wällufs sparbank i Helsingborg. Rausing var ombudsman för AB Åkerlund & Rausing från 1940, styrelseordförande i Wällufs sparbank i Helsingborg från 1959 (efter sammanslagning mellan fem olika sparbanker hette den Nya Sparbanken i Helsingborg), styrelseordförande i ett flertal bolag; ordförande i pensionsnämnden i Helsingborg från 1947.
Rausing gifte sig 1930 med Anna Lisa Johansson (född 1909), dotter till fabrikören Carl Johansson och Hilda Hammarlund. Han var far till Åsa Rausing-Roos (född 1934) och Alf (född 1937). Rausing avled 1975 och gravsattes på Raus kyrkogård.